# Атіг
Аті́г (рос. Атиг) — селище міського типу у складі Нижньосергинського району Свердловської області. Адміністративний центр та єдиний населений пункт Атізького міського поселення.
Населення — 3106 осіб (2019; 3405 у 2010, 3906 у 2002).